# Saturnia steffanellii
Saturnia steffanellii är en fjärilsart som beskrevs av Rostagno. 1904. Saturnia steffanellii ingår i släktet Saturnia och familjen påfågelsspinnare. Inga underarter finns listade.